# 白石角（科城路）公共運輸交匯處
白石角（科城路）公共運輸交匯處（英文：Pak Shek Kok Fo Shing Road Public Transport Interchange），位於大埔區科城路近天賦海灣第二期「溋玥．天賦海灣」，是一個環狀露天車站。附近亦設有兩組坑狀專綫小巴站及的士站，但目前未有專綫小巴路線及的士使用。

## 簡介及歷史
白石角（科城路）公共運輸交匯處早於2009年落成，以配合白石角附近的大型住宅項目（即天賦海灣第二期「溋玥．天賦海灣」）。落成後，因「溋玥．天賦海灣」未能如政府所料，能在2009年入伙，因此，此總站一直被荒廢。 土木工程拓展署於2011年9月提出建議，將此交匯處內的候車亭改建為隔音屏障。工程於2011年12月展開，並於2013年陸續完工。
白石角（科城路）公共運輸交匯處由一組環狀露天車站及兩組坑狀露天車站組成，前者則為巴士站，後者則預留給的士及小巴使用。前者「科城路巴士總站」（Fo Shing Road Bus Terminus）於2013年3月22日被劃為禁區，刊憲啟用。 為配合「溋玥」落成入伙，九巴272A線於2013年3月24日投入服務，並以科城路巴士總站為折返點。 

## 總站路線資料（巴士）

### 九龍巴士272A線
- 大學站 ↺ 白石角

2013年3月24日開辦，是一條由大學站往來白石角的日間循環巴士路線。

### 城巴582線
- 白石角 ↺ 西沙及十四鄉

於2024年4月28日開辦，由城巴營運，途經香港科學園、大學站、馬鞍山繞道及泥涌。

### 過海隧道巴士900線(特別班次)
- 白石角 ↔ 灣仔（會展）

於2021年4月26日開辦，由九巴營運。途經香港科學園、禾輋邨、瀝源邨、青沙公路、西區海底隧道、上環、中環、金鐘及灣仔，只於平日繁忙時間提供服務。

## 總站路線資料（專綫小巴）

### 新界區專線小巴806M線
- Template:HK MiniBus Route NT Show:806M

### 新界區專線小巴27A線
- 白石角（天賦海灣） ↔ 沙田站（排頭街）

### 新界區專線小巴27B線
- 白石角（天賦海灣） ↔ 沙田站（排頭街）

### 新界區專線小巴28S線
- 白石角（天賦海灣） ↺ 新城市廣場

## 外部連結
- 九巴 （页面存档备份，存于）
- 白石角（科城路）公共運輸交匯處 （页面存档备份，存于）